# 중앙로 (천안시)
중앙로(Jungang-ro)는 대한민국의 충청남도 천안시 동남구 원성동에서 신부동을 거쳐 연결하는 도로이다.

## 노선 경로
| 남부오거리                                 | 충무로, 대흥로, 풍세로          |        |
| 천안교                                     |                                 | 천안천 |
| 버들육거리                                 | 버들로, 중앙로, 옛시청길        |        |
| (이름 없음)                                | 성황로                          |        |
| 방죽안오거리                               | 백석로, 만남로, 대흥로          |        |
| 신부교                                     |                                 | 천안천 |
| 역말오거리                                 | 동서대로 국도 제1호선(천안대로) |        |
| 국도 제1호선 천안대로와 직결 (경기도 방향) |                                 |        |

## 주요 건물 및 시설
- 농협 천안농협 원성동지점 - (중앙로 13/원성동 372-16)
- 농협 천안농협 주유소 원성동지점 - (중앙로 13/원성동 372-16)
- CU 천안원성점 - (중앙로 16/원성동 600-16)
- 농협 동부지점 - (중앙로 82/오룡동 52-6)
- 천안시청소년 수련관 - (중앙로 111/ 문화동 101-2)
- GS25 천안중앙도서관점 - (중앙로 115/원성동 261-14)
- 중앙도서관 - (중앙로 118/ 원성동 261-36)
- KT플라자 천안점 - (중앙로 168/성황동 2-31)
- 천안초등학교 - (중앙로 169/ 성황동 36)
- 천안북중학교 - 충청남도 천안시 동남구 (중앙로 188/ 성황동 4)

## 같이 보기
- 천안시